# Marten Hoekstra
Marten Hoekstra (4 april 1945), was een kortebaanschaatser uit Oudehaske in de zeventiger en tachtiger jaren van de 20e eeuw. 
Hij won brons op het eerste NK sprint in 1969 en won vervolgens drie opeenvolgende seizoenen zilver (1970-1972). Hij vormde de eerste sprintkernploeg met Jan Bazen, Eppie Bleeker en Piet de Boer.
Later stapte hij over op het marathonschaatsen. In totaal won hij 23 marathons op het hoogste niveau. Ook als veteraan was hij met honderd marathonoverwinningen (waaronder acht landskampioenschappen) nog steeds succesvol. In 1986 finishte hij als 24e in de Elfstedentocht. Hij zou tot zijn vijfenvijftigste wedstrijden blijven rijden en was daarna nog 15 jaar als trainer en ploegleider actief.

## Langebaan

### Resultaten
| Jaar | Kampioenschap | Plaats |
| ---- | ------------- | ------ |
| 1968 | NK allround   | 24     |
| 1969 | NK sprint     | Brons  |
| 1970 | NK sprint     | Zilver |
| 1971 | NK sprint     | Zilver |
| 1971 | WK sprint     | 36     |
| 1972 | NK sprint     | Zilver |

## Marathon

### Belangrijke overwinningen
Mannen
Hollands Venetiëtocht: 1985
Veteranen
NK marathon op kunstijs: 1986, 1988, 1996
NK marathon op natuurijs: 1991
Open NK marathon op natuurijs: 1995, 1996, 1998, 1999